# Geminita
La geminita és un mineral de la classe dels fosfats. Va rebre el nom per H. Sarp i P. Perroud l'any 1990. El nom deriva del llatí gemini, que significa bessons, per les macles (twinning, en anglès) observades en el mineral.

## Característiques
La geminita és un arsenat de fórmula química Cu²⁺(AsO₃OH)(H₂O). Va ser aprovada com a espècie vàlida per l'Associació Mineralògica Internacional l'any 1988, sent publicada per primera vegada el 1990. Cristal·litza en el sistema triclínic. La seva duresa a l'escala de Mohs es troba entre 3 i 3,5.
Segons la classificació de Nickel-Strunz, la geminita pertany a «08.CB - Fosfats sense anions addicionals, amb H₂O, només amb cations de mida mitjana, RO₄:H₂O = 1:1» juntament amb els següents minerals: serrabrancaïta, hureaulita, sainfeldita, vil·lyael·lenita, nyholmita, miguelromeroïta, fluckita, krautita, cobaltkoritnigita, koritnigita, yvonita, schubnelita, radovanita, kazakhstanita, kolovratita, irhtemita i burgessita.

## Formació i jaciments
Va ser descoberta a la mina Cap Garonne, situada a la localitat de Le Pradet, dins el departament de Var (Provença-Alps-Costa Blava, França). També ha estat descrita a la mina Salsigne, a Carcassonne (Aude, Occitània). A més a més de França també ha estat descrita a Alemanya, a la República Txeca, Itàlia, Grècia, Polònia, el Marroc i Namíbia.